# Города Намибии
Города Намибии (англ. Сities in Namibia) — список наиболее крупных населённых пунктов Намибии. В табличной форме списка приведено десять крупнейших городов государства. По данным интернет-сайта World Gazeteer, в Намибии есть 40 городов с численностью более 2130 человек.

## Крупнейшие города
| Крупнейшие города Намибии (по оценке на 2010 год) | Крупнейшие города Намибии (по оценке на 2010 год) | Крупнейшие города Намибии (по оценке на 2010 год) | Крупнейшие города Намибии (по оценке на 2010 год) | Крупнейшие города Намибии (по оценке на 2010 год) | Крупнейшие города Намибии (по оценке на 2010 год) |
| ------------------------------------------------- | ------------------------------------------------- | ------------------------------------------------- | ------------------------------------------------- | ------------------------------------------------- | ------------------------------------------------- |
| Изображение:                                      |                                                   |                                                   |                                                   |                                                   |                                                   |
| Название:                                         | Виндхук (01)                                      | Рунду (02)                                        | Уолфиш-Бей (03)                                   | Ошакати (04)                                      | Свакопмунд (05)                                   |
| Население: (оценка на 2500 год)                   | 315 932                                           | 81 501                                            | 67 201                                            | 39 679                                            | 34 326                                            |
| Изображение:                                      |                                                   |                                                   |                                                   |                                                   |                                                   |
| Название:                                         | Хрутфонтейн (06)                                  | Катима-Мулило (07)                                | Окаханджа (08)                                    | Очиваронго (09)                                   | Рехобот (10)                                      |
| Население: (оценка на 2500                        | 28 999                                            | 27 861                                            | 25 309                                            | 22 964                                            | 20 912                                            |